# Menhir von Kelkheim
Der Menhir von Kelkheim (auch Hohestein genannt) ist ein vorgeschichtlicher Menhir bei Kelkheim im Main-Taunus-Kreis in Hessen.

## Lage
Der Stein wurde erstmals 1714 erwähnt. Er stand zunächst zwischen Kelkheim und Fischbach auf dem Hühnerberg, nahe dem Flurstück Am Hohenstein. Später wurde er bei Vermessungsarbeiten umgesetzt und befindet sich heute nicht weit von seinem vorherigen Standort in einem Obstgarten neben einem Schuppen.

## Beschreibung
Der Menhir besteht aus grünlichem Quarzit. Er ist plattenförmig, sehr schmal und läuft nach oben rund aus. Der Stein hat eine Gesamthöhe von 141 cm, eine Breite von 31 cm und eine Dicke von 25 cm. Am unteren Ende weist er eine fußartige Verdickung auf, die vollständig im Erdreich steckt. An seinem Standort auf dem Hühnerberg ragte er 80 cm aus dem Boden, über die aktuelle oberirdische Höhe liegen keine Angaben vor.
1975 wurden in seiner ersten bekannten Standgrube eine spätneolithische Pfeilspitze sowie neuzeitliche Ziegel- und Keramikbruchstücke gefunden.